# 倫瑟河
51°2′38.66″N 7°39′16.1″E / 51.0440722°N 7.654472°E
倫瑟河（德語：Rengse），是德國的河流，位於該國西部，處於北萊茵-威斯特法倫州，屬於阿格河的左支流，流經上貝吉施縣，河道全長5.6公里，流域面積7.5平方公里。